# حزب سوسیالیست برزیل
حزب سوسیالیست برزیل (به پرتغالی: Partido Socialista Brasileiro) (اختصاری PSB) یک حزب سیاسی در کشور برزیل است. این حزب که در سال ۱۹۴۷ تاسیس شد، قبل از اینکه توسط رژیم نظامی در ۱۹۶۵ لغو شود و در سال ۱۹۸۵ با دموکراتیزه سازی مجدد برزیل دوباره سازماندهی شود. این حزب در سال ۲۰۱۰ شش فرماندار را انتخاب کرد و پس از حزب سوسیال دموکراسی برزیل به دومین حزب از نظر تعداد دولت های ایالتی تبدیل شد. علاوه بر این، ۳۴ کرسی در اتاق نمایندگان  و سه کرسی در سنا به دست آورد.